# Galiot

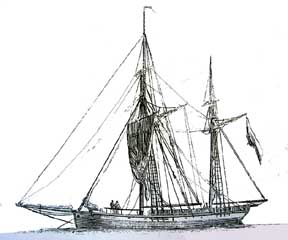
Galiot als gaffelgetakelte Ketch

Werftmodell einer Dreimastgaliot von 1789

Galioten sind seegehende, flachbodige Rundgattschiffe. Dieser Schiffstyp – eine Weiterentwicklung der Fleute – wurde ursprünglich im 17. Jahrhundert in den Niederlanden entwickelt. Er wurde in der Küstenschifffahrt und in der Nord- und Ostsee eingesetzt. Aufgrund des geringen Tiefgangs war dieser Schiffstyp in Pommern sehr beliebt.
Ähnliche Typen waren Smakken und Kuffen, die aufgrund der Anforderungen an den Laderaum ein plumpes, aber geräumiges Unterwasserschiff und lange Zeit Seitenschwerter hatten. Galioten hatten eine günstigere Linienführung im Unterwasserbereich, so dass sie schneller waren und keine Seitenschwerter brauchten.
Je nach Größe und Zeit waren Galioten Spriet-, Ketsch- bzw. Huker-, Brigg-, Bark- oder Vollschiffsgetakelt. Es gab zahlreiche regionale Varianten, so z. B. die Eidergaliot, die Kuffgaliot oder den Galiotewer. Vielen der überlieferten Begriffe lassen sich jedoch keine bestimmten Konstruktionen mehr zuordnen. Im Laufe des 19. Jahrhunderts wurde der Bug der Galioten schärfer, der Vordersteven erhielt einen größeren Ausfall, insgesamt wurden die Linien schlanker. Gegen Ende des 19. Jahrhunderts baute man Galioten in der traditionellen Form aus Stahl.
Galioten waren vornehmlich Handelsschiffe, wurden aber im 17. Jahrhundert auch als kleinere Kriegsschiffe verwendet. Wahrscheinlich waren dies jedoch zuerst nur behelfsmäßig umgerüstete Zivilfahrzeuge. Gegen Ende des 17. Jahrhunderts entstand in Frankreich auf Basis der Galiot allerdings ein wirkliches Kriegsschiff, das Mörserschiff bzw. galiote à bombe. Die Galiot wurde für diese Rolle vermutlich wegen ihrer soliden Konstruktion und des flachen Bodens, der gefahrloses Manövrieren in Küstennähe erlaubte, ausgewählt.